# Bandiere delle regioni francesi
Le gallerie sottostanti mostrano le bandiere attribuite alle diciotto (in precedenza ventisette) regioni, alle cinque collettività d’oltremare, a una collettività sui generis e a un territorio d’oltremare francese. La maggior parte di queste sono sia non ufficiali sia tradizionali, poiché le regioni spesso utilizzano i propri loghi come bandiere, anche se alcune adottano i loro stendardi come vessilli.

## Regioni

### Francia metropolitana
| Regione attuale             | Regione precedente          | Bandiera e descrizione | Bandiera e descrizione |
| --------------------------- | --------------------------- | --- | --- |
| Alvernia-Rodano-Alpi        |                             | | Basata sugli stemmi della contea d'Alvernia, del ducato di Savoia e delle regioni storiche del Lyonnais e del Delfinato. La bandiera inizialmente utilizzata, mostrata per la prima volta pubblicamente nel novembre 2017, prevedeva il nuovo stemma regionale su sfondo bianco; pochi mesi dopo, nel gennaio 2018, è stata utilizzata per la prima volta in pubblico l'attuale bandiera, riprodotta sotto forma di vessillo araldico |
| Alvernia-Rodano-Alpi        | Alvernia                    | | Basata sullo stemma della contea d'Alvernia |
| Alvernia-Rodano-Alpi        | Rodano-Alpi                 | | Basata sugli stemmi del Lyonnais, del Delfinato e del Ducato di Savoia |
| Borgogna-Franca Contea      |                             | | Basata sugli stemmi del Ducato di Borgogna e della Franca Contea di Borgogna, è stata svelata il 12 luglio 2017 dalla presidente del Consiglio regionale, Marie-Marguerite Dufay |
| Borgogna-Franca Contea      | Borgogna                    | | Basata sullo stemma del Ducato di Borgogna |
| Borgogna-Franca Contea      | Franca Contea               | | Derivata dallo stemma della Franca Contea di Borgogna |
| Bretagna                    | Bretagna                    | | Bandiera della Bretagna, detta anche Gwenn ha Du (in italiano: bianco e nero) Disegnata tra il 1923 e il 1925, è composta dall'armellino presente nello stemma del Ducato di Bretagna più nove bande nere che simboleggiano gli altrettanti paesi che formavano storicamente la Bretagna. |
| Bretagna                    | Bretagna                    | Kroaz Du (in italiano: croce nera) è una delle bandiere usate dai Bretoni successivamente al periodo medievale, in particolare comme vessillo navale. Esistono diverse versioni in cui la croce è affiancata da una o più moscature d'armellino. | |
| Centro-Valle della Loira    | Centro-Valle della Loira    | | Combinazione degli stemmi delle regioni storiche dell'Orleanese e della Turenna. |
| Corsica                     | Corsica                     | | Bandiera della Corsica, adottata nel 1755 da Pasquale Paoli. |
| Grand Est                   | Alsazia                     | | Basata sullo stemma dell'Alsazia, combina gli stemmi dell'Alta e della Bassa Alsazia. Esiste una seconda versione che vede invece affiancate entrambe le armi. |
| Grand Est                   | Alsazia                     | Rot un Wiss (in italiano rosso e bianco), colori tradizionali dell'Alsazia. La bandiera del Reichsland dell'Alsazia-Lorena reca anche una croce di Lorena.                                                                                       | |
| Grand Est                   | Champagne-Ardenne           | | Basata sullo stemma della contea di Champagne. |
| Grand Est                   | Lorena                      | | Basata sullo stemma del ducato di Lorena. È stata adottata dal Consiglio regionale della Lorena nel 1972. |
| Alta Francia                | Nord-Passo di Calais        | | Leone fiammingo o leone delle Fiandre, basata sullo stemma della contea delle Fiandre. |
| Alta Francia                | Piccardia                   | | Basato sul sigillo nazionale piccardo in uso all'Università di Parigi. |
| Île-de-France               | Île-de-France               | | Logo del Consiglio regionale su sfondo bianco. |
| Île-de-France               | Île-de-France               | Non ufficiale, basata sullo stemma delle terre della corona francese. | |
| Normandia                   | Normandia                   | | Bandiera normanna con due leoni passanti dorati, mutuati dagli stemmi tradizionali della regione. Utilizzata dal Consiglio regionale e da diversi municipi normanni. |
| Normandia                   | Normandia                   | Croce di Sant'Olaf o bandiera normanna con croce scandinava, risalente agli anni trenta e usata principalmente in ambito regionalista. | |
| Nuova Aquitania             |                             | boder | Basata sullo stemma adottato nel dicembre 2016 dal Consiglio regionale. Deriva dallo stemma dei conti di Poitiers, duchi d'Aquitania sotto il governo dei Ramnulfidi. |
| Nuova Aquitania             | Aquitania                   | | Basata sullo stemma del ducato d'Aquitania. |
| Nuova Aquitania             | Limosino                    | | Basata sullo stemma della viscontea di Limoges a partire dalla Casa di Dreux. |
| Nuova Aquitania             | Poitou-Charentes            | | Non ufficiale. Basata sullo stemma della contea di Poitiers utilizzato a partire dal XIII secolo. |
| Occitania                   |                             | | Logo del Consiglio regionale dell'Occitania su sfondo rosso. La bandiera occitana e quella del Rossiglione (simile alla catalana) sono ancora utilizzate. |
| Occitania                   | Linguadoca-Rossiglione      | | Combinazione della croce occitana, simbolo della regione storica della Linguadoca, e dello stemma catalano. |
| Occitania                   | Midi-Pirenei                | | Croce occitana, arme dei conti di Tolosa e della Linguadoca. |
| Paesi della Loira           | Paesi della Loira           | | Combinazione degli stemmi dell'Angiò, del Maine, della Bretagna e della Vandea. |
| Provenza-Alpi-Costa Azzurra | Provenza-Alpi-Costa Azzurra | | Basata sugli stemmi della contea di Provenza, del Delfinato e della contea di Nizza. Adottata dal Consiglio regionale nel 1999. |

### Francia d'oltremare
| Regione    | Regione         | Bandiera e descrizione | Bandiera e descrizione |
| ---------- | --------------- | --- | --- |
|            | Guadalupa       | Guadeloupe | Non ufficiale. Basata sugli stemmi della Guadalupa. |
| Guadeloupe | Guadalupa       | Non ufficiale. Basata sui colori panafricani, è molto simile alla bandiera del Suriname. A idearla sarebbe stato il poeta e militante Sonny Rupaire, ispirato dall'origine africana di buona parte della popolazione guadalupense. È usata principalmente dai movimenti sindacali, politici o culturali indipendentisti o autonomisti, ma è conosciuta anche per l'utilizzo da parte degli artisti guadalupensi in opposizione al vessillo sopra raffigurato, giudicato di origine coloniale.                                                                                 | |
|            | Guyana francese | Guyane | Adottata dal consiglio generale della Guyana nel 2010 e non più utilizzata dal 2015, dato che non è stata adottata alcuna bandiera ufficiale dopo il passaggio dello status regionale a collettività territoriale unica nel 2016. |
|            | Martinica       | Martinique | Adottata dal 2019 al 2021 dalla collettività territoriale della Martinica per le manifestazioni sportive o culturali a livello internazionale.                                                                                    |
| Martinique | Martinica       | Vecchia bandiera, detta drapeau aux serpents (bandiera dei serpenti), adottata nel 1766 dalla marina mercantile e basata sull'emblema storico della Martinica. Ha perso ogni ufficialità dal 2019, tuttavia continua a rappresentare la Martinica in tutto il mondo, apparendo anche tra le emoji dal 2015. | |
|            | Martinica       | Bandiera ufficiale in uso dal 2023. Detta rouge-vert-noir (rossa-verde-nera) e con una disposizione simile alla bandiera ceca, si rifà a quella utilizzata da alcuni movimenti indipendentisti o nazionalisti martiniquais. La bandiera è stata scelta in seguito a una consultazione popolare organizzata dalla Collectivité territoriale de Martinique. In realtà era stata in principio proposta un'altra bandiera, disegnata da Anaïs Delwaulle, che raffigurava la silhouette di un colibrì; inizialmente data come vincitrice della consultazione, è stata poi ritirata | |
|            | Mayotte         | Mayotte | Non ufficiale. Lo stemma di Mayotte, riprodotto sul vessillo, è stato adottato dal consiglio generale della regione il 23 luglio 1982.                                                                                            |
|            | Riunione        | | Lo Mavéli (non ufficiale) |

## Collettività e territori d'oltremare
| Collettività o territorio | Collettività o territorio            | Bandiera | Bandiera |
| ------------------------- | ------------------------------------ | -------- | --- |
|                           | Nuova Caledonia                      |          | Bandiera francese e quella degli indipendintisti canachi, quest'ultima riconosciuta dal 2010 affiancata dalla prima, in rappresentanza di entrambe le identità come definito dall'accordo di Numea. |
|                           | Polinesia francese                   |          | Ufficiale dal 1985, affiancata da quella francese. |
|                           | Saint-Barthélemy                     |          | Bandiera bianca recante al centro l'emblema della collettività. |
|                           | Saint-Martin                         |          | |
|                           | Saint-Pierre e Miquelon              |          | Bandiera non ufficiale, basata sullo stemma di Saint-Pierre e Miquelon. |
|                           | Terre Australi e Antartiche Francesi |          | Ufficialmente adottata dal 2007. |
|                           | Wallis e Futuna                      |          | Non ufficiale. |

## Dipartimenti
La maggior parte dei dipartimenti non possiede una bandiera ufficiale; tuttavia alcuni consigli dipartimentali utilizzano dei vessilli ornati con il proprio logotipo.

Ain (utilizzata dal Consiglio regionale del Rodano-Alpi)
Ardèche (utilizzata dal Consiglio dipartimentale e dal Consiglio regionale del Rodano-Alpi)
Cantal
Dordogna (basata sullo stemma del Périgord)
Isère (utilizzata dal Consiglio regionale del Rodano-Alpi)
Loira (bandiera del Forez usata dal Consiglio regionale del Rodano-Alpi)
Mosella
Pirenei Atlantici orientali (bandiera del Béarn)
Pirenei Atlantici occidentali (bandiera dei Paesi Baschi)
Pirenei Orientali (simile alla bandiera della Catalogna)
Basso Reno (bandiera della Bassa Alsazia)
Alto Reno (bandiera dell'Alta Alsazia)
Rodano (utilizzata dal Consiglio regionale del Rodano-Alpi)
Savoia
Parigi
Vandea
Vosgi
Val-d'Oise (non ufficiale)